# La corte suprema del arte
La Corte Suprema del Arte fue el nombre dado a un célebre programa de radio en la Cuba de fines de los años treinta y cuarenta. Llegó a ser considerado el concurso más famoso en la radio de habla hispana de la época y fue la cantera donde surgieron muchos artistas estelares.

## Historia
El programa salió por primera vez al aire el 1 de diciembre de 1937, en los estudios de la emisora CMQ, a la sazón propiedad de los empresarios Ángel Cambó y Miguel Gabriel.
La razón principal de la creación de este espacio radial fue la necesidad de descubrir voces nuevas mediante la creación de un programa de aficionados a la forma de otros ya populares en los Estados Unidos.  En un primer momento,  el programa ocupaba un solo espacio a la semana pero al alcanzar popularidad pasó a frecuencia diaria en un espacio de dos horas.  Los sábados se presentaban en competencia los seleccionados.
Al comienzo, los aspirantes eran sometidos a una selección previa mediante ensayos pero más tarde, la masificación determinó que se presentaran aficionados si previo avalúo.  En esta circunstancia se incluyó el elemento de la “Campana” que no era otra cosa que un timbre que se hacía sonar para interrumpir la actuación cuando el aspirante a artista no daba la talla.
La popularidad del espacio determinó que para su realización se trasladara de los estudios de la emisora al escenario del Teatro Nacional de La Habana. También se realizaron concursos en otras ciudades de la isla. Los que resultaban ganadores del certamen eran contratados por la emisora CMQ en calidad de artistas profesionales en las presentaciones radiales de dicha emisora.
La CSA le confirió un gran impulso a la Zarzuela en Cuba,  al proveer a los grupos de dicho género de nuevos talentos.  También fue la cantera de donde surgieron numerosos cantantes que luego gozaron de gran popularidad como Carlos Embale, Elena Burke, Olga Guillot, Rosita Fornés, Tito Gómez y Celia Cruz, entre otros.